# Rodrigo Pérez (chilijski piłkarz)
Rodrigo Antonio Pérez Albornoz (ur. 19 sierpnia 1973 w Rancagui) – chilijski piłkarz występujący na pozycji obrońcy.

## Kariera klubowa
Pérez karierę rozpoczynał w 1993 roku w zespole O’Higgins. Jego barwy reprezentował przez 4 sezony. Następnie grał w Santiago Wanderers, a w 2001 roku trafił do Cobreloi. W sezonie 2003 wywalczył z nią mistrzostwo fazy Apertura oraz Clausura Primera División de Chile. W 2004 roku grał na wypożyczeniu w meksykańskim CF Pachuca, a w 2006 roku w peruwiańskim zespole Alianza Lima. Z tym drugim w 2006 roku zdobył mistrzostwo Peru.
W 2008 roku Pérez odszedł do Uniónu Española. Spędził tam jeden sezon, a potem odszedł do Deportes Iquique, gdzie w 2011 roku zakończył karierę.

## Kariera reprezentacyjna
W reprezentacji Chile Pérez zadebiutował w 1995 roku. W tym samym roku znalazł się w drużynie na Copa América. Tamten turniej Chile zakończyło na fazie grupowej.
W 2004 roku Pérez ponownie został powołany do kadry na Copa América. Zagrał na nim w 3 meczach: z Brazylią (0:1), Paragwajem (1:1) oraz Kostaryką (1:2), a Chile odpadło z turnieju po fazie grupowej.
W latach 1995–2005 w drużynie narodowej Pérez rozegrał łącznie 32 spotkania.